# Moulins-sur-Orne
Moulins-sur-Orne é uma comuna francesa na região administrativa da Normandia, no departamento Orne. Estende-se por uma área de 9,28 km². Em 2010 a comuna tinha 324 habitantes (densidade: 34,9 hab./km²).